# 道童
道童（？—1358年），元朝大臣、书法家，自号石岩，哈剌火州（治高昌，今新疆吐鲁番市东45公里）畏兀儿人，元顺帝时中书参知政事。
道童以世胄入官，授直省舍人，历官清显，素负能名。迁监察御史，出为广东山南等路廉访司佥事，后调信州路总管。改任平江路。革除征输之弊，令大小户齐纳粮无二。至正元年（1341年），改任大都路达鲁花赤，出任江浙等处行中书省参知政事。至正七年（1347年），召为中书参知政事，后来出任江浙行省右丞、平章政事。至正十一年（1351年），任江西等处行中书省平章政事。当时，徐寿辉在蕲州、黄州起义，次年三月，天完红巾军围攻龙兴（今江西南昌），他起用退休的左丞章伯颜守城，守城两月，击退红巾军。至正十五年（1355年），以守城功，加大司徒。后来江西旱灾，他借用江浙行省粮米数十万石，盐数十万引，用来救灾。至正十八年（1358年），南昌城被陈友谅攻克，時火你赤已陞平章政事，加營國公，行便宜事，任專兵柄，而素與道童不相能，且貪忍不得將士心，見城且陷，遂夜遁去。道童亦棄城退保撫州路，欲集諸縣義兵以圖克復，而勢已不可為，不久被杀，谥号忠烈。道童性格深沉寡言。尤工大字，能作双钩书。

## 延伸阅读
[在维基数据编辑]
 《元史·卷144》，出自宋濂《元史》
 《新元史/卷215》，出自柯劭忞《新元史》